# One-Day International

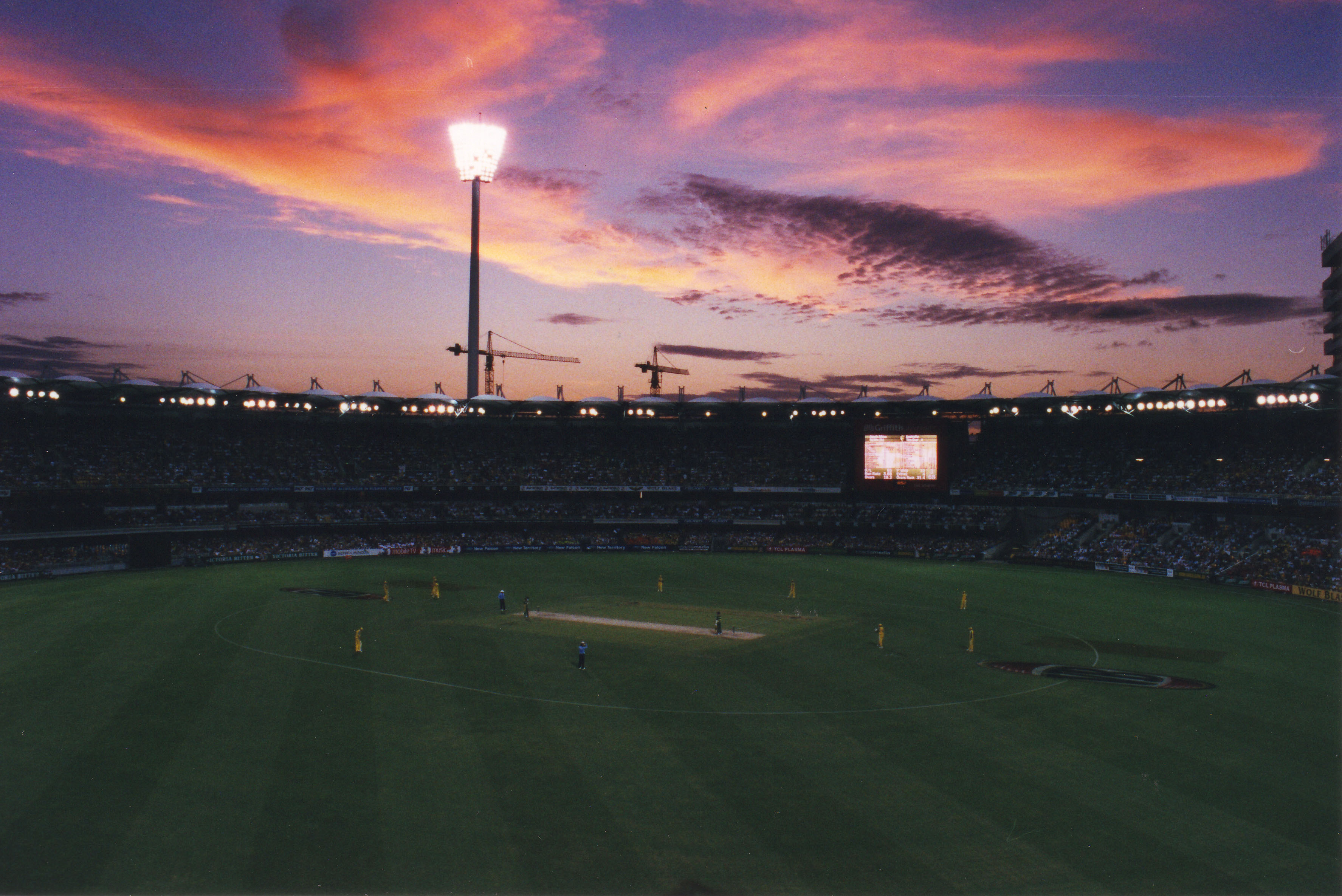
Ein ODI zwischen Australien und Südafrika

Ein One-Day Internationals (ODI) (im Frauen-Cricket als Women’s One-Day Internationals (WODI) bezeichnet) ist eine Cricket-Spielform die Ein-Tages-Länderspiele zwischen den besten Nationalmannschaften im Cricket bezeichnet. Wie im Test Cricket auch ist dies ein Status, der vom International Cricket Council nur an die besten Mannschaften vergeben wird. ODIs sind dabei eine besondere Ausführung eines List-A-Spiels.
Der Cricket World Cup wird in dieser Spielform ausgetragen. Manchmal werden ODI auch als „Limited Overs Internationals (LOI)“ bezeichnet, da im Gegensatz zum First-Class Cricket und insbesondere zum Test Cricket die Zahl der Over pro Innings begrenzt ist und Spiele hin und wieder auch erst am nächsten Tag beendet werden können, wenn das Wetter nicht mitspielt und die Spielregelungen dies zulassen.

## Geschichte
One-Day Cricket hat sich erst seit den 1960er Jahren entwickelt, als in England mit dem Gillette-Cup 1963 erstmals ein Ein-Tages-Wettbewerb für Profimannschaften ausgerichtet wurde. Diese hochklassigen Ein-Tages-Spiele werden heute List-A-Matches genannt. Das erste ODI fand am 5. Januar 1971 zwischen Australien und England im Melbourne Cricket Ground statt. Nachdem die ersten drei Tage des angesetzten Test Matches wegen Regens ausfallen mussten, wurde entschieden, das Spiel ganz abzusagen und stattdessen ein One-Day International über 40 8-Ball Over pro Mannschaft auszutragen. Australien gewann das Spiel mit 5 Wickets. Schon 1975 wurde in England der erste Cricket World Cup abgehalten.
Das in den späten 1970er Jahren vom australischen Medien-Mogul Kerry Packer ins Leben gerufene World Series Cricket führte viele der heute typischen Facetten des One-Day Crickets ein. Beispielsweise farbige Spielkleidung, Flutlichtspiele mit weißem Ball und schwarzem Kontrastschirm, unterschiedliche Kamerapositionen, Mikrophone auf dem Spielfeld usw.

## Regeln
In der Hauptsache gelten die Laws of Cricket, jedoch werden fast immer noch weitere Regelungen eingeführt bzw. konkretisiert. Das sind zunächst die wichtigsten beiden Eigenschaften, nämlich die Beschränkung auf ein Innings pro Mannschaft und deren Beschränkung wiederum auf heute bei Länderspielen einheitliche 50 Over. In den Anfängen der ODIs waren dies allgemein 60 Over, so in den ersten beiden World Cups. In England galt für Länderspiele lange Jahre eine 55-Over-Begrenzung.
Diese und die folgenden Regelungen gelten heute auch meist in den nationalen Wettbewerben. Auch in den Amateurklassen werden diese teilweise, wenn auch oft in vereinfachter Form, angewandt.
- Jeder Bowler darf höchstens ein Fünftel der Over absolvieren, also meist zehn Over.
- Auf der Leg-Side des Spielfeldes, also im Rücken des Strikers, dürfen nie mehr als fünf Feldspieler stehen. Diese und die folgenden Fielding Restrictions wurden erstmals 1992 eingeführt. Sie beziehen sich alle auf den Moment des Wurfes des Bowlers.
- In den ersten zehn Over eines Innings dürfen sich höchsten zwei Spieler außerhalb des sogenannten 30-Yard-Kreises[1] um die Pitch befinden. Bis 2005 galt diese Einschränkung für die ersten 15 Over, seitdem werden solche Spielphasen Powerplays genannt.
- Ein weiteres 5-Over-Powerplay muss von der Schlagmannschaft bestimmt werden und spätestens mit dem 40. Over abgeschlossen sein. Während dieser Phase sind drei Spieler außerhalb des Kreises erlaubt. Diese weiteren Powerplays wurden ebenfalls 2005 eingeführt. Zunächst gab es zwei solche Phasen, die von der Feldmannschaft bestimmt wurden, ab 2008 jeweils eine von der Feld- und der Schlagmannschaft. Seit 2011 durften Powerplays nur zwischen dem 16. und 40. Over liegen. Seit 2012 gibt es nur noch dieses eine zusätzliche Powerplay.
- In den ersten zehn Over müssen sich mindestens zwei Feldspieler innerhalb eines 15-Yard-Kreises um das Wicket in sogenannten „Close Catching Positions“[2] befinden. Bis 2005 galt dies für die ersten 15 Over.
- Außerhalb der Powerplays sind seit 2012 nur vier Feldspieler außerhalb des Kreises erlaubt, bis dahin waren es fünf Spieler.

Wenn wegen Regens oder aus anderen Gründen Spielzeit verloren geht, kann diese oft bis zu einer festgesetzten Länge (oft 30 oder 60 Minuten) nachgeholt werden. Auch eine Verkürzung der Pause zwischen den Innings, die meistens auf 45 Minuten angesetzt ist, ist für solche Fälle fast immer vorgesehen. Alles, was darüber hinausgeht, muss aber durch Abzug von Over ausgeglichen werden. Die Länge der Powerplays wird dann nach bestimmten Vorgaben reduziert. Die Verkürzung der Innings kann beide Mannschaften in unterschiedlichem Maße betreffen. Das Target, also die zum Sieg benötigten Punkte für die zweite Schlagmannschaft, muss deshalb oft angepasst werden, was heutzutage nach der Duckworth-Lewis Method geschieht.
Seit 2011 wird nicht, wie im Cricket üblich, ein neuer Ball pro Innings verwendet, sondern zwei Bälle, einer von jedem Pitchende. Wie in allen Ein-Tages-Spielen wird die Wide-Regel sehr streng interpretiert, so dass alle Würfe auf die Leg-Side (hinter den Rücken des Batsman) als Wide gelten. Seit 2012 sind dem Bowler zwei statt nur ein Bouncer (Würfe zwischen Schulter- und Kopfhöhe des Batsman) pro Over erlaubt. Weitere Bouncer führen zu einem No Ball. Würfe über Kopfhöhe werden, im Gegensatz zu den Standard-Cricketregeln, als Wides gewertet. Die Einführung des Supersub 2005 wurde bald wieder rückgängig gemacht.

## Nationalmannschaften mit ODI-Status

Mitglieder des International Cricket Council (ICC):
Full Members mit Teststatus (12)
Associate Members mit One-Day-International-Status (8)
Associate Members (86)
Ehemalige oder suspendierte Mitglieder (8)
Nichtmitglieder (23)

Die folgenden Teams besitzen One-Day-International-Status:
- Afghanistan (seit April 2009)
- Australien
- Bangladesch
- England
- Kanada (seit 27. März 2023 bis zum ICC Cricket World Cup Qualifier 2026)
- Indien
- Irland (seit 1. Jan. 2006)
- Namibia (seit 27. April 2019 bis zum ICC Cricket World Cup Qualifier 2026)
- Niederlande (1. Aug. 2018 bis zum ICC Cricket World Cup Qualifier 2026)
- Nepal (1. Aug. 2018 bis zum ICC Cricket World Cup Qualifier 2026)
- Neuseeland
- Oman (seit 27. April 2019 bis zum ICC Cricket World Cup Qualifier 2026)
- Pakistan
- Schottland (1. Jan. 2006 bis zum ICC Cricket World Cup Qualifier 2026)
- Simbabwe
- Sri Lanka
- Südafrika
- Ver. Arab. Emirate (1. Feb. 2014 bis zum ICC Cricket World Cup Qualifier 2026)
- Vereinigte Staaten (seit 27. April 2019 bis zum ICC Cricket World Cup Qualifier 2026)
- West Indies

Dies sind in erster Linie die Test-Cricket-Nationen, die automatisch ODI-Status besitzen. Kenia und, bis es Testnation wurde, auch Bangladesch, erhielten für einige Jahre als einzige weitere Teams auch diesen Status. Der International Cricket Council (ICC) hat dessen Vergabe mit Wirkung vom 1. Januar 2006 insoweit geändert, dass seitdem die ersten sechs Mannschaften des World Cup Qualifikations-Turniers bis zum jeweils nächsten Turnier automatisch diesen Status erhalten. Alle Spiele des World Cups gelten ohnehin als ODI. Nur solche Spiele werden auch in die entsprechenden Statistiken und Rekorde aufgenommen. Spiele anderer Nationalmannschaften gelten nur als Internationals und finden international kaum Beachtung.
Begegnungen bestimmter Turniere, wie insbesondere des Cricket World Cups, gelten unabhängig von den beteiligten Mannschaften immer als One-Day International. Daher, und aufgrund der oben erwähnten Vergabe-Praxis, haben auch folgende Teams zeitweise ODIs ausgetragen:
- Bermuda (1. Januar 2006 – April 2009)
- Kanada (World Cups 1979, 2003; 1. Jan. 2006 – 31. Jan. 2014)
- East Africa[4] (World Cup 1975)
- Hongkong (Asia Cup 2004, 2008, 2018, 1. Mai 2014 – 17. März 2018)
- Kenia (18. Feb. 1996 – 31. Jan. 2014)
- Namibia (World Cup 2003)
- Niederlande (World Cups 1996, 2003; Champions Trophy 2002; 1. Jan. 2006 – 31. Jan. 2014)
- Papua-Neuguinea (27. April 2019 – 5. April 2023)
- Schottland (World Cup 1999)
- Ver. Arab. Emirate (World Cup 1996; Asia Cup 2004)
- Vereinigte Staaten (Champions Trophy 2004)
- Jersey (Cricket World Cup Qualifier Play-off 2023)